# Bahno (chráněný areál)
Bahno je chráněný areál v katastrálním území obce Borský Mikuláš v okrese Senica v Trnavském kraji na Slovensku. Území bylo vyhlášeno v roce 2011 a jeho rozloha je 49,65 hektaru. Předmětem ochrany jsou biotopy panonských dubohabřin, vlhkomilných březových acidofilních doubrav, přirozených dystrofních stojatých vod a přechodných rašelinišť.